# DOT Europe
DOT Europe (anciennement EDiMA ou European Digital Media Association) est une organisation qui regroupe les principaux acteurs de l'économie de platforme en Europe. Elle a été créée en mars 2000 par 15 sociétés européennes. En 2025, elle compte 20 membres : Airbnb, Alibaba, Amazon, Apple, Discord, Dropbox, eBay, Etsy, Expedia Group, Google, Hopin, Indeed, King, Meta, Microsoft, Mozilla, Nextdoor, OLX, Snap, Spotify, TikTok, Twitter, Yahoo!.
Son président est Stefan Krawczyk d'eBay.